# Таганская организованная преступная группировка
Таганская организованная преступная группировка — одна из самых известных и старейших ОПГ Москвы.

## Создание ОПГ
Одним из создателей Таганской ОПГ был вор в законе Андрей Исаев, получивший кличку «Роспись» за обилие татуировок на теле. Таганская ОПГ позиционировала себя как врага кавказских преступных группировок, действующих в Москве.

## Преступная деятельность
Таганская ОПГ занималась рэкетом и рейдерскими захватами предприятий. 16 июня 1994 года трое активных участников Таганской ОПГ (Александр Грабер, Вячеслав Фроловский и Владимир Федин, известные как Шмидт, Шил и Пыря) были расстреляны около Центрального научно-исследовательского института черной металлургии, где в 1990-е располагался офис банка «Кредит-Консенсус» после «стрелки» с лидером Лазанской ОПГ Максимом Лазовским. Другой лидер ОПГ Игорь Жирноклеев уцелел.

## Аресты, следствие и суд
В 2016 году Гражданской гвардией Испании был обнародован доклад, в котором с лидерами Таганской ОПГ связывался Александр Торшин. Торшин в свою очередь подобные обвинения отверг.
Судебный процесс длился более пяти лет. За это время один из лидеров ОПГ Григорий Рабинович 26 июня 2024 года скончался от острой сердечной недостаточности в СИЗО. В мае 2025 года десятерым участникам Таганской ОПГ был вынесен приговор. Лидер ОПГ Жирноклеев был приговорён к 25 годам заключения с отбыванием первых 12 лет в тюрьме, а остального срока - в колонии строгого режима. Олег Русанов, Борис Третьяк и Марат Янбухтин были также приговорены к 25-летнему сроку заключения. Дмитрий Юхневич был приговорён к 24 годам, Герман Гришин, Сергей Щукарёв и Игорь Балашов — к 23 годам, Геннадий Лукьянов и Сергей Щербаков — к 22 годам. Кроме этого они должны выплатить штрафы и гражданские иски от потерпевших.
Таганская группировка была одной из последних ОПГ «старого формата» в России.